# 梅田修 (教育学者)
梅田 修（うめだ おさむ、1948年2月5日 - ）は、日本の教育学者、人権問題研究者、滋賀大学名誉教授。

## 経歴
岐阜県生まれ。1971年京都大学教育学部卒業。76年同大学院教育学研究科博士課程単位取得退学。1977年京都大学教育学部助手、1980年滋賀県立短期大学講師、1983年和歌山大学教育学部講師、84年助教授、93年教授、1996年滋賀大学生涯学習教育研究センター教授。2012年定年退職、名誉教授。

## 著書
- 『同和教育実践論の探求』部落問題研究所 1988
- 『同和教育の発展的解消への道 和歌山県での探求が示すこと』部落問題研究所 1995
- 『「人権教育」のゆくえ「同和教育」転換の顛末』兵庫部落問題研究所 1997
- 『人権教育・啓発を問う 人権擁護推進審議会「答申」批判』部落問題研究所 2000
- 『人権教育の検証 同和教育からの転換の帰結』部落問題研究所 シリーズ・21世紀の人権 2003

### 共編著
- 『いま人権教育を問う』八木英二共編 大月書店 1999
- 『人権教育の実践を問う』八木英二共編 大月書店 2002
- 『地域で創る学びのシステム 淡海生涯カレッジの挑戦』住岡英毅、神部純一共著 ミネルヴァ書房 2009